# جاي فالنتاين
جاي فالنتاين (بالإنجليزية: J. valentine)‏ هو مغن مؤلف وملحن أمريكي، ولد في 9 يوليو 1979 في سان فرانسيسكو في الولايات المتحدة.

## وصلات خارجية
- الموقع الرسمي
- جاي فالنتاين على موقع ميوزك برينز (الإنجليزية)
- جاي فالنتاين على موقع أول ميوزيك (الإنجليزية)
- جاي فالنتاين على موقع ديسكوغز (الإنجليزية)